# Charles Kingsley
Charles Kingsley (Holne, Devon, 12 de junio de 1819-Eversley, Devon, 23 de enero de 1875) fue un novelista inglés, asociado en particular con el "West Country" y Noreste de Hampshire.

## Vida
Fue hijo de un vicario. Su hermano, Henry Kingsley, también se hizo novelista. Pasó su infancia en Clovelly, Devon, y fue educado en Magdalene College, Cambridge, antes de decidir seguir un ministerio en la Iglesia Episcopal. Desde 1844, fue rector de Eversley en Hampshire, y en 1860, fue nombrado "Regius Professor" de Historia Moderna en la Universidad de Cambridge. 
En 1872 aceptó la presidencia del Instituto Birmingham y Midland y fue su 19.º presidente.
Frederick Denison Maurice influyó en este autor, que estuvo cercano a muchos pensadores y escritores victorianos como George MacDonald.
Murió en 1875 y fue enterrado en el cementerio de Santa María en Eversley.

## Obras

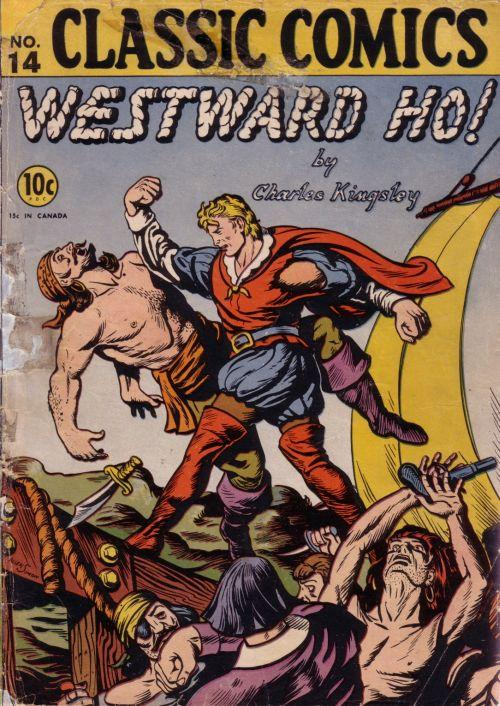
Portada de Classic Comics.

Su interés por la historia se ve en sus escritos, que incluyen The Heroes (1856), un libro para niños sobre Mitología griega, y varias novelas históricas, de las que las más conocidas son Hypatia (1853), Hereward the Wake (1865) y ¡Rumbo al Oeste!! (1855). Como novelista, su principal cualidad fue la fuerza de sus facultades descriptivas. Brilla en las descripciones de Sudamérica en ¡Rumbo al Oeste!, del Desierto del Sahara en Hypatia y del norte de Devon en Hace dos años. 
Su preocupación por la reforma social se ilustra en su gran clásico, Los niños del agua (1863), una especie de cuento de hadas sobre un niño deshollinador, que mantuvo su popularidad en el siglo XX. 
Escribió poesías y artículos políticos, algunos de ellos con cierta connotación racista, como la descripción de una visita a Irlanda
 " But I am haunted by the human chimpanzees I saw along that hundred miles of horrible country. I don't believe they are our fault. I believe there are not only many of them than of old, but they are happier, better, more confortably fed and lodged under our rule than they ever were. But to see white chimpanzees is dreadful; if they were black, one would not feel it so much, but their skins, except where tanned by exposure, are as white as ours. " , cuya traducción al castellano: 
Me persigue a menudo el recuerdo de los chimpancés humanos que vi a través de los cientos de millas de aquel país horrible. No creo que ellos sean nuestra culpa. Creo que no sean muchos como antes, pero ellos son más felices, mejores, cómodamente alimentados y alojados sobre nuestro yugo de lo que alguna vez lo fueron. Pero el ver chimpancés blancos es terrible; si tan solo fueran negros, uno no lo sentiría tanto, pero sus pieles, excepto aquellos lugares bronceados por la exposición, son exactamente tan blancas como las nuestras.
Así como varios volúmenes de sermones. Su discusión, impresa, con John Henry Newman se dice que impulsó a este último a escribir su Apologia Pro Vita Sua. 
- Saint's Tragedy, drama (1848)
- Alton Locke, novela (1849)
- Yeast, novela (1849)

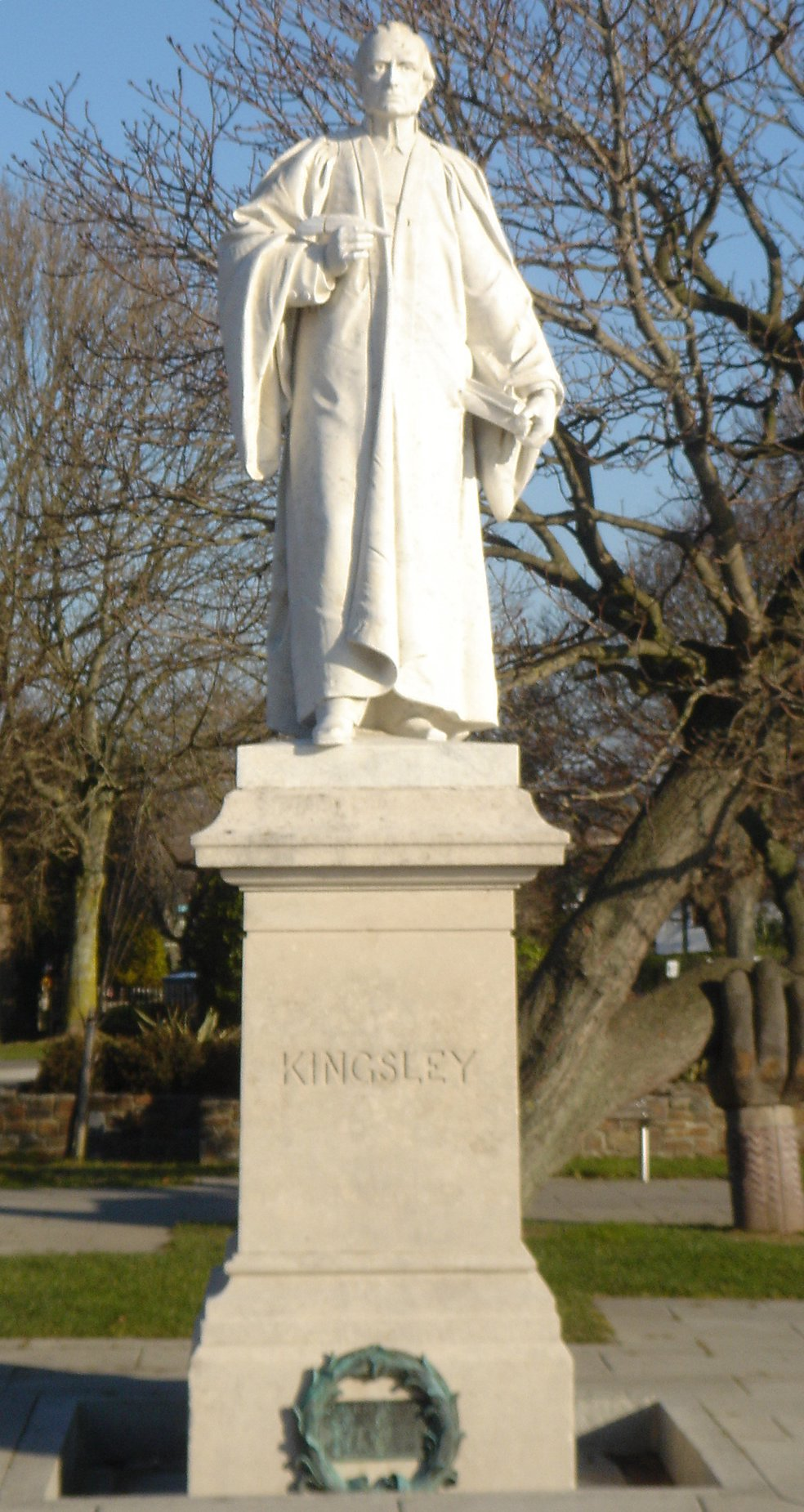
Estatua de Charles Kingsley en Bideford, Devon (Reino Unido).

- Twenty-five Village Sermons (1849)
- Phaeton, or Loose Thoughts for Loose Thinkers (1852)
- Sermons on National Subjects (1st series, 1852)
- Hypatia, novela (1853)
- Glaucus, or the Wonders of the Shore (1855)
- Sermons on National Subjects (2.ª serie, 1854)
- Alexandria and her Schools (1854)
- ¡Rumbo al Oeste!, novela (1855)
- Sermons for the Times (1855)
- The Heroes, Greek fairy tales (1856)
- Two Years Ago, novela (1857)
- Andromeda and other Poems (1858)
- The Good News of God, sermones (1859)
- Miscellanies (1859)
- Limits of Exact Science applied to History (Clases inaugurales, 1860)
- Town and Country Sermons (1861)
- Sermons on the Pentateuch (1863)
- The Water-Babies (1863)
- The Roman and the Teuton (1864)
- David and other Sermons (1866)
- Hereward the Wake, novela (1866)
- The Ancient Régime (Clases en la "Royal Institution", 1867)
- Water of Life and other Sermons (1867)
- The Hermits (1869)
- Madam How and Lady Why (1869)
- At Last: A Christmas in the West Indies (1871)
- Town Geology (1872)
- Discipline and other Sermons (1872)
- Prose Idylls (1873)
- Plays and Puritans (1873)
- Health and Education (1874)
- Westminster Sermons (1874)
- Lectures delivered in America (1875)

En España sólo se han publicado Hypatia, Water-babies, como Los niños del agua; The Heroes, Greek fairy tales como Cuentos de hadas griegos. Los héroes; y ¡Rumbo al Oeste!.